# Aguano
Aguano (Uguano, Aguanu, Awano, Santa Crucino), indijansko pleme ili narod nastanjen u prašumama na području rijeke Marañon u Peruu, na donjoj Huallagi i gornjem toku rijeke Samiria u departmanu Huánuco, Peru. Suvremeni jezikoslovci vode ih jezički kao neklasificirane, ali je njihovo izvorno porijeklo možda panoansko.
Aguano vlastiti sastoje se od podplemena Seculusepa, Chilaca, Meliquine i Tivilo ili Tibilo a pripadala su im i plemena Maparina i Cutinana. Danas više ne govore vlastitim jezikom nego se služe s Quechua ili španjolskim. Quechua jezik uveden je u vrijeme za ili nakon konkviste (španjolskog osvajanja)
U vrijeme dolaska Španjolaca u 16. stoljeću žive sjeverno od rijeke Marañón. Aguani gorki neprijatelji Chamicura i u strahu od Španjolaca prvi počinju 1653. trgovačke veze s jačim plemenom Cocama. Sljedeće se godine privučeni darovima u željeznoj europskoj robi, počinju doseljavat na misiju na donjoj Huallagi, gdje su se (zbog neslaganja među sobom) podijelili u 3 zasebna sela. Nakon epidemije bilo ih je oko 1.000. Skupina Tibilo (Tivilo) koja je bila u zadjevici s Chamicurima odvojila se u posebno naselje San Lorenzo de los Tibilos. Godine 1737 naselje San Xavier de los Chamicuros ma ukupno 237 stanovnika a San Antonio Abad 92. Sredinom 18. stoljeća decimirale su ih uvezene europske bolesti, kao i ratovi protiv tradicionalnih neprijatelja Jívaros u kojima su oni bili saveznička vojska Španjoilcima. Godine 1758. žive zajedno s Chamicurama na San Xavieru. U a9. stoljeću Aguanosi su koncentrirani u Santa Cruzu na donjoj Huallagi gdje ih 1851. ima 350 (Herndon i Gibbon 1853); 300 1859. (Raimondi 1863). U isto to vrijeme bilo je 80 Tivilosa u selu Maipuco na rijeci Marañón.
Tessmann (1930) piše da ih je 1925. preostalo svega 100 i da su potpuno akulturirani i počeli su sebe nazivati Santacrucinos.
O izvornoj religiji nije ništa poznato, a danas su rimokatolici. Godine 1959. preostalo ih je tek 40 obitelji u Santa Cruz de Huallaga.

## Vanjske poveznice
- AGUANO: a n extinct language of Peru